# International Pro Wrestling: United Kingdom
International Pro Wrestling: United Kingdom (укр. Міжнародний Професійний Реслінг: Сполучене Королівство, скорочено МПР: СК) — британська федерація професійного реслінгу, розташована в місті Орпінґтон, графство Кент, Велика Британія. Її заснував Даніель Едлер в 2004 році. Нині Даніель — власник більшості акцій компанії і голова федерації. За часу свого утворення федерація щомісяця проводить одне шоу в місті Орпінґтон а також турне країною. Також цього має власну школу по підготовці професійних бійців.
Перше шоу компанії називалось Extreme Measures і було представлене в 2004 році в Орпінґтон Холл, в однойменному місті графства Кент. Перший матч пройшов за правилами «Залізний Кулак» між Джонні Штормом і Супер Драконом.

## Титули і нагороди
| Назва титулу                     | Чемпіон                                          | Колишній чемпіон    | Дата виграшу    | Місце виграшу                   |
| -------------------------------- | ------------------------------------------------ | ------------------- | --------------- | ------------------------------- |
| IPW: UK World Championship       | Бед Боунс                                        | Ша Семюелс          | 24 червня 2014  | Сванлі, графство Кент           |
| IPW: UK Tag Team Championship    | Лондонські заворушення (Джеймс Девіс і Роб Лінч) | The Bhangra Knights | 28 вересня 2013 | Броксборн, графство Гартфордшир |
| IPW: UK All-England Championship | Джонні Шторм                                     | Зак Себр-молодший   | 20 жовтня 2013  | Бетнал Ґрін, Лондон             |